# Chaoyangsaurus
Chaoyangsaurus („ještěr z Čchao-jangu“) byl rod marginocefalního dinosaura, žijícího v období pozdní jury na území dnešní Číny. Byl vývojově velmi primitivním příslušníkem skupiny Ceratopsia, tedy tzv. rohatých dinosaurů. Stejně jako ostatní příslušníci této skupiny šlo o býložravce, s čelistmi zakončenými zobákem, poněkud podobným papouščímu. Při délce 60 cm až 1 metr dosahoval hmotnosti asi 6 kilogramů.

## Objev
Chaoyangsaurus byl objeven v oblasti Chaoyang v provincii Liao-ning, nacházející se v severovýchodní Číně. Druhové jméno C. youngi bylo zvoleno jako pocta pro čínského paleontologa Jang Čung-ťiena.